# 八戸市立小中野中学校
八戸市立小中野中学校（はちのへしりつこなかのちゅうがっこう）は、青森県八戸市小中野3丁目にある公立中学校。

## 沿革
- 1947年（昭和22年）
  - 4月1日 - 小中野小学校校舎に併設する形で、八戸市立小中野中学校として開校する。
  - 4月22日 - 開校式挙行[1]。
  - 6月1日 - 校章・校歌制定[1]。
- 1949年（昭和24年）8月24日 - 独立校舎新築落成[1]。
- 1955年（昭和30年）1月20日 - 体育館落成[1]。
- 1956年（昭和31年）3月16日 - 校旗樹立[1]。
- 1959年（昭和34年）4月1日 - 特殊学級設置[1]。
- 1961年（昭和36年）4月1日 - 江陽学区を八戸市立第三中学校の校区に分割する。
- 1977年（昭和52年）12月19日 - 創立30周年記念式典並びに校舎落成記念式典を挙行する。
- 1993年（平成5年）5月18日 - 創立45周年記念式典並びに屋内運動場増改築落式典挙行する[2]。
- 1997年（平成9年）11月19日 - 創立50周年記念式典並びに祝賀会を挙行する。
- 2007年（平成19年）11月20日 - 創立60周年記念式典並びに祝賀会を挙行する。
- 2014年（平成26年）3月 - 校舎トイレ改修工事[3]。

## 生徒数
2023年（令和5年）5月1日時点。
| 学年 | 1年 | 2年 | 3年 | 特別支援    | 合計 |
| ---- | --- | --- | --- | ----------- | ---- |
| 学級 | 2   | 1   | 2   | 3           | 8    |
| 生徒 | 48  | 40  | 59  | 12 （内数） | 147  |

## 部活動
- 野球部（男子のみ）
- 剣道部
- バレーボール部
- ソフトテニス部（女子のみ）
- 卓球部
- 吹奏楽部
- 美術部
- 報道部

## 通学区域
八戸市立小中野小学校の通学区域
- 栄町
- 森ノ奥
- 大町
- 大町1丁目
- 左比代
- 上左比代
- 新丁
- 蟇館
- 新堀
- 新地
- 新地第一
- 新地通り
- 北横町
- 南横町
- 第一中道
- 本中条
- 中条
- 諏訪
- 諏訪河原
- 諏訪（1丁目、2丁目）
- 諏訪東
- 浦町
- 北青葉
- 青葉2丁目（8番地以降）

## 著名な出身者
- 上沢沙織（バレーボール選手：日立リヴァーレ）